# JOYRYDE
Jon Ford (Inglaterra, Reino Unido, 24 de julio de 1985), conocido por su nombre artístico Joyryde (estilizado como JOYRYDE), ( Eskimo en psytrance)  es un DJ y productor inglés.

## Primeros años
Inspirado por su padre John Phantasm (y, en consecuencia, la música que escuchaba en casa cuando era joven), comenzó a producir su propia música en el estudio desde los 9 años, pero no comenzó a realizar sesiones hasta pasados los 13 años.
Durante la vida de DJ, Ford no regresó al estudio hasta que tenía 15 años, que fue cuando "quería volver a la parte productora ya que la música se estaba volviendo más técnica". Hasta entonces no comenzó a producir bajo el nombre de esquimal. El nombre fue elegido porque no tiene conexión "con el producto". A los 17 años lanzó su primer álbum Can You Pick Me Up. 
La música de Eskimo comenzó a aparecer en los sets de DJs de psytrance en todo el mundo. Para cuando realizó su primer set en vivo, su repertorio se había triplicado. Sus muchas remezclas de esta época, algunas todavía inéditas debido a disputas de derechos de autor, incluían Infected Mushroom y Skazi, pero fue su remezcla no oficial de The Prodigy "Voodoo People" la más popular.
En el verano de 2004, Eskimo lanzó su segundo álbum de artista "Take A Look Out There", que incluía el conocido "Party Pooper", una canción que muestra a la policía cerrando una fiesta gratis. En noviembre de 2005 se lanzó Balloonatic Part One. Balloonatic Part Two siguió en septiembre de 2006. De 2011 a 2015, Ford fue miembro del dúo de música electrónica Lets Be Friends, que canta en singles como "Manslaughter" y "FTW".
El dúo ha estado inactivo desde su transición para actuar como Joyryde.

## Carrera
Desde 2015, Ford ha producido música house con graves pesados, solo bajo el nombre de Joyryde. Ha lanzado todas las descargas gratuitas hasta ahora, como "Flo" y "Speed Trap". En 2016 firmó con OWSLA, lanzando ese años los sencillos "Hot Drum" y "Damn" y "I Ware House" y "New Breed" en 2017.

## Discografía
Álbumes de estudio
- 2020: Brave (HARD Records).[8]